# Chiesa di San Giovanni Battista (Livorno)

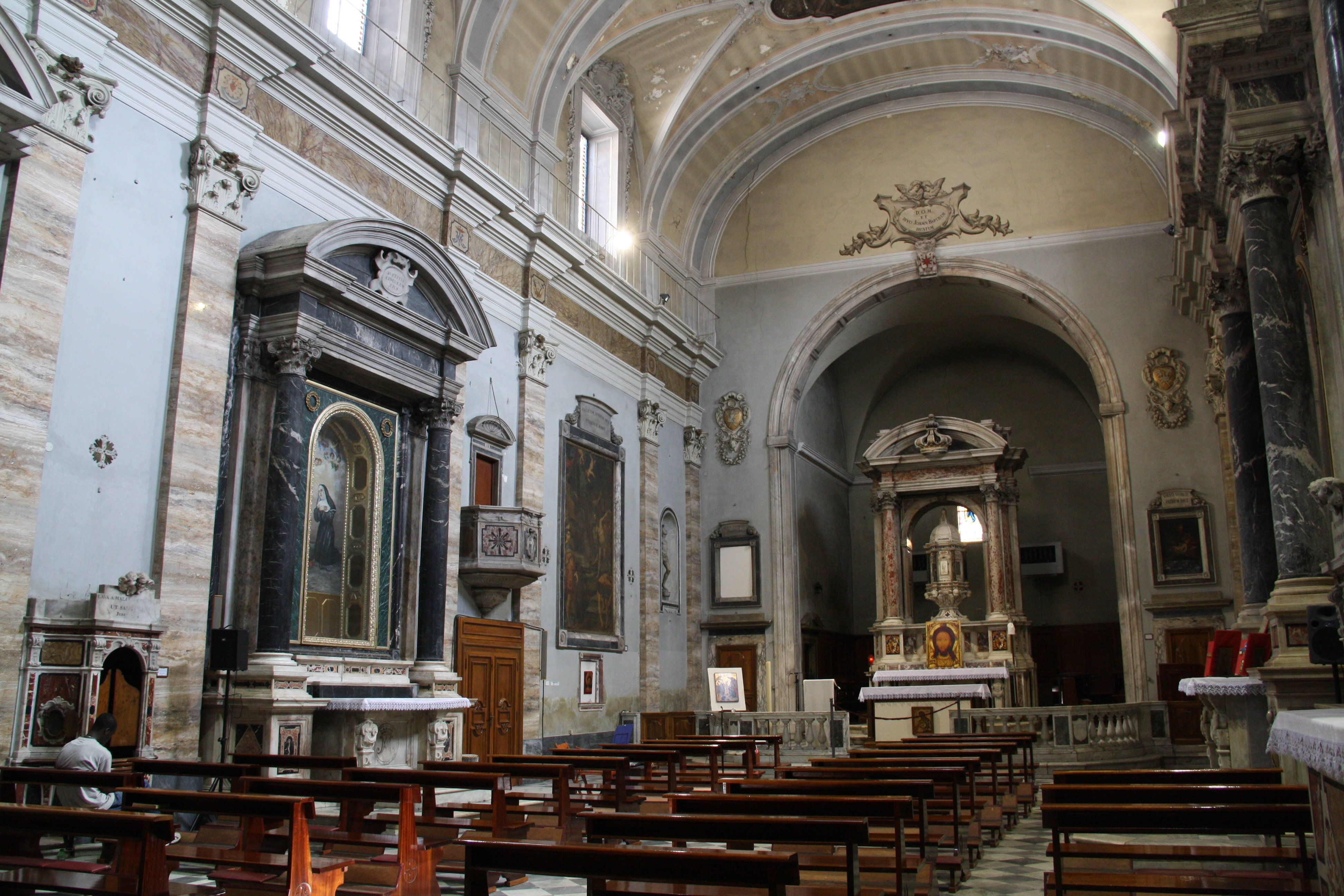
L'interno

La chiesa di San Giovanni Battista è un luogo di culto di Livorno; sorge all'incrocio tra via San Giovanni e via Carraia (si veda lo stradario della città). Per fondazione è oggi la più antica del centro di Livorno.

## Storia
Le origini di questa chiesa risalgono, secondo alcuni testi, alla metà del XIII secolo, quando i Padri Agostiniani, che allora tenevano anche la chiesa di San Jacopo in Acquaviva, si trasferirono all'interno del villaggio labronico per coadiuvare il pievano della vicina chiesa di Santa Maria (oggi scomparsa).
Nel 1425 il primitivo oratorio fu ingrandito con la costruzione di un vero e proprio convento. Tuttavia fu solo nel 1624 che gli Agostiniani decisero di ricostruire la loro chiesa secondo il progetto di Francesco Cantagallina.
A seguito dei danneggiamenti causati da un terremoto, nel 1742 fu dotata di due portali in marmo, mentre nel 1833 fu sottoposta ad un nuovo restauro. Agli inizi del Novecento l'area attorno alla chiesa fu sottoposta a grandi modifiche e sventramenti; queste distruzioni precedettero di alcuni decenni le devastazioni della seconda guerra mondiale, che tuttavia risparmiarono l'antico luogo di culto.
Tra il maggio 2019 e il febbraio 2020 l'edificio è stato sottoposto a un intervento di restauro, che ha interessato le facciate e i portali marmorei.

## Descrizione
La chiesa, esternamente assai spoglia e severa, presenta una pianta rettangolare ed è caratterizzata da un piccolo campanile.
La facciata principale è impreziosita solo da un portale in marmo sovrastato da un'apertura circolare inquadrata in un finestrone rettangolare.
L'interno in origine presentava dieci altari, poi ridotti a quattro nel corso del restauro ottocentesco, in cui sono presenti opere pittoriche di Francesco Bianchi Buonavita (Martirio di san Bartolomeo) e Felice Ficherelli (Santa Cecilia). Inoltre, al primo altare a sinistra, è presente una tavola con Santa lucia, opera di difficile attribuzione riferita a un artista dell'inizio del XVI secolo, proveniente dalla distrutta chiesa di Sant'Antonio Abate.
La volta di copertura fu decorata a partire dagli anni trenta del XVIII secolo e ricostruita allo stesso modo dopo il terremoto del 1742 con affreschi di Tommaso Tommasi, solo in parte ancora visibili.
L'altare maggiore, modificato nel corso del tempo, presenta un tabernacolo sorretto da teste di cherubini, attribuito a Ferdinando Tacca.
In una nicchia del presbiterio si trova una statua lignea di San Sebastiano (fine XV secolo), che è stata al centro di una diatriba con i Barnabiti della chiesa di San Sebastiano, che ne reclamavano la proprietà; per risolvere la questione, nel 1633 a San Sebastiano fu donata una statua analoga.